# 실비아 파울스
실비아 샤케리아 파울스(영어: Sylvia Shaqueria Fowles, 1985년 10월 6일~)는 미국의 농구 선수로 포지션은 센터이다. 현역 시절 미국 여자 농구 협회(WNBA)의 시카고 스카이와 미네소타 링크스 소속으로 뛰었으며 미국 여자 대표팀의 일원으로서 2008년, 2012년, 2016년, 2020년 하계 올림픽까지 4회 연속 우승에 기여했다.